# Mùa bão Đại Tây Dương 2021
Mùa bão Đại Tây Dương 2021 là một sự kiện mà theo đó, các xoáy thuận nhiệt đới, cận nhiệt đới hình thành ở Đại Tây Dương, phía Bắc xích đạo trong năm 2021. Hằng năm mùa bão chủ yếu diễn ra từ khoảng tháng 6 đến tháng 11, trong đó các xoáy thuận nhiệt đới tập trung nhiều nhất vào tháng 9 do môi trường rất thuận lợi như nhiệt độ nước biển nóng nhất trong năm, gió cắt yếu... Có rất ít xoáy thuận nhiệt đới hình thành trong khoảng thời gian từ tháng 12 đến tháng 5 tại đây do môi trường bất lợi để bão có thể phát triển. Mùa bão năm 2021 chính thức bắt đầu bằng sự hình thành của áp thấp nhiệt đới 01-L vào ngày 22 tháng 5, đánh dấu năm thứ bảy liên tiếp phá kỷ lục với một hệ thống trước mùa bão cao điểm.
Từ mùa bão 2021 trở đi, NHC ban hành những dự báo thời tiết nhiệt đới thường xuyên (hiểu là dự báo về khả năng xảy ra bão, áp thấp nhiệt đới trong vài ngày) từ ngày 15 tháng 5 đến ngày 30 tháng 11 hằng năm. Cũng từ mùa bão này sẽ chấm dứt việc sử dụng bảng chữ cái Hi Lạp để đặt tên bão, thay vào đó là việc sử dụng danh sách tên phụ trợ mới do WMO phê duyệt nếu 21 cái tên chính đã được sử dụng hết.

## Dòng thời gian
| Thang bão Saffir–Simpson |     |    |    |    |    |    |
| ATNĐ                     | BNĐ | C1 | C2 | C3 | C4 | C5 |

## Danh sách bão

### Bão Ana
- Vào ngày 20 tháng 5 lúc 00:00 UTC, một xoáy thuận ngoại nhiệt đới mạnh hình thành ở giữa Đại Tây Dương, cách Bermuda khoảng 500 nmi (575 mi) về phía đông-đông nam từ một máng sóng ngắn. Hệ thống bắt đầu di chuyển chậm theo hướng Đông Bắc trong đó nửa phía Bắc của hệ thống bắt đầu tạo ra gió giật, do đó tạo ra trường gió không đối xứng. Tuy nhiên, vào ngày hôm sau, trường gió đã mở rộng đáng kể với khoảng 330 nmi (380 mi) về phía đông bắc. Hệ thống sau đó đã tăng tốc theo hướng tây-tây bắc vào cuối ngày hôm đó do bị kẹt ở mức thấp nhất trên. Hệ thống bắt đầu chậm lại vào ngày hôm sau khi nó di chuyển dưới mức thấp. Sự kiện này làm cho lực cắt gió giảm và một số đối lưu bắt đầu hình thành. Khi mức thấp bắt đầu loại bỏ các đặc điểm phía trước, nó có tổ chức hơn và đến 06:00 UTC vào ngày hôm đó, hệ thống này trở thành một xoáy thuận cận nhiệt đới và được đặt tên là "Ana". Ana thực hiện một vòng ngược chiều kim đồng hồ, chủ yếu một phần do ảnh hưởng duy nhất là dòng lái yếu. Vùng đối lưu trong cơn bão đã bị dịch chuyển vào ngày hôm đó, tuy nhiên, sau đó trong cùng ngày, cơn bão đã xoay sở để có một vùng đối lưu dai dẳng hơn gần tâm bão. Đến nửa đêm ngày 23 tháng 5, Ana đã phát triển một trường gió đối xứng hơn và chuyển thành một cơn bão nhiệt đới. Ana sau đó bắt đầu tăng tốc theo hướng đông bắc, do dòng chảy ở tây nam. Điều đó, và một luồng đối lưu bùng phát đã khiến Ana đạt cường độ cao nhất với sức gió 70 km/h (45 mph) và áp suất 1004 hPa (29,71 inHg). Khi Ana di chuyển về phía Đông Bắc, nó phải đối mặt với sức cắt của gió và mất đi một phần đối lưu. Điều này tiếp tục xảy ra, và đến 18:00 UTC ngày 23 tháng 5, hệ thống mất toàn bộ đối lưu và trở thành hậu nhiệt đới. Tuy nhiên, mức thấp vẫn tăng tốc về phía đông bắc cho đến khi được tích hợp thành đáy vào lúc 00:00 UTC ngày 24 tháng 5.
- Cách tiếp cận của hệ thống tiền thân Ana bảo hành việc phát hành của một cơn bão nhiệt đới dõi bởi Weather Service Bermuda cho đảo Bermuda lúc 15:00 UTC vào tháng 20. Tuy nhiên, chiếc đồng hồ đã được ngưng 2 ngày sau vào lúc 15:00 UTC ngày 22 tháng Không có báo cáo về thiệt hại hoặc thương vong liên quan đến cơn bão.

### Bão Bill
- Vào giữa tháng 6, một rìa không khí lạnh đã chùng xuống phía nam xuyên qua Trung Đại Tây Dương của Hoa Kỳ. Hoạt động gây ra mưa rào và giông bão kết hợp lại ngoài khơi bờ biển Nam Carolina, dẫn đến việc hình thành một vùng áp thấp ở đó. Mức thấp này, và vùng đối lưu liên quan, trở nên xác định rõ hơn khi được hướng về phía đông bắc bởi một rãnh sóng ngắn và một áp thấp nhiệt đới hình thành về phía đông-đông nam của Bắc Carolina vào khoảng 06:00 UTC vào ngày 14 tháng 6. Mặc dù bị cắt, xoáy thuận mới đã mạnh lên thành Bão nhiệt đới Bill 12 giờ sau đó. Các đối tượng địa lý dải trở nên xác định rõ hơn, đặc biệt là qua các góc phần tư phía bắc và phía tây của cơn bão, và Bill đã đạt tới sức gió tối đa là 100 km/h (65 mph) vào đầu ngày 15 tháng 6 khi đi song song với đường bờ biển Đông Bắc Hoa Kỳ. Đường đi về phía đông bắc của nó sớm đưa hệ thống vượt qua vùng nước lạnh hơn và rơi vào vùng gió cắt lớn hơn, dẫn đến việc Bill chuyển sang một xoáy thuận ngoại nhiệt đới vào khoảng 00:00 UTC vào ngày 16 tháng 6. Vùng thấp tan thành một rãnh sáu giờ sau đó trước khi tiến qua đông nam Newfoundland. Không có báo cáo về bất kỳ thiệt hại hoặc thương vong nào liên quan đến Bill.

### Bão Claudette
- Vào ngày 11 tháng 6, Trung tâm Bão Quốc gia (NHC) đã bắt đầu theo dõi một áp thấp nhiệt đới tiềm tàng ở Vịnh Mexico. Ban đầu, hệ thống này từ từ di chuyển về phía nam và gây ra lượng mưa lớn ở Nam Mexico và Trung Mỹ. Sau đó, nó quay vòng vòng với một vòng lưu thông được xác định lỏng lẻo trong Vịnh Campeche trong một vài ngày. Sau đó, hệ thống bắt đầu di chuyển lên phía bắc và phát triển một vòng lưu thông rất rộng. Vào ngày 17 tháng 6 lúc 21:00 UTC, NHC bắt đầu đưa ra lời khuyên trên hệ thống với tên gọi Bão nhiệt đới tiềm năng 3. Gió bão nhiệt đới đã được chỉ ra bởi dữ liệu vệ tinh vào ngày 18 tháng 6 lúc 18:00 UTC, nhưng cơn bão vẫn thiếu hoàn lưu cấp thấp phát triển tốt. Khi hệ thống di chuyển vào đất liền vào đông nam Louisiana vào ngày 19 tháng 6, hình ảnh vệ tinh cuối cùng đã tiết lộ một hoàn lưu bề mặt đủ xác định và vào lúc 09:00 UTC, NHC đã nâng cấp hệ thống lên thành một cơn bão nhiệt đới, đặt tên cho nó là Claudette. Claudette sau đó suy yếu thành áp thấp nhiệt đới khi nó di chuyển sâu hơn vào đất liền và tạo ra gió giật mạnh ở các khu vực Mississippi, Alabama, Georgia và một số vùng của Florida. Vào ngày 21 tháng 6 lúc 09:00 UTC, Claudette lại mạnh lên thành bão nhiệt đới vì tâm của nó nằm trên Bắc Carolina. Sau khi di chuyển vào Đại Tây Dương lúc 15:00 UTC,  Claudette di chuyển khỏi bờ biển Hoa Kỳ, trước khi thoái hóa thành một rãnh áp suất thấp lúc 03:00 UTC vào ngày 22 tháng 6.
- Mưa lớn và gió bão nhiệt đới đã được báo cáo trên phần lớn Đông Nam Hoa Kỳ. Một số cơn lốc xoáy do Claudette sinh ra, bao gồm cả cơn lốc xoáy EF2 gây ra thiệt hại lớn và làm bị thương 20 người ở East Brewton, Alabama. Hệ thống này đã gây ra 14 trường hợp tử vong, tất cả đều ở Alabama.

### Bão Danny
- Một khu vực thời tiết bị xáo trộn đã phá vỡ không khí lạnh tan trên Trung Đại Tây Dương ở phía đông Bermuda vào ngày 22 tháng 6.  Ngày hôm sau, khu vực này trở thành một rãnh bề mặt khi nó trôi về phía tây nam trước khi tăng tốc về phía tây dưới ảnh hưởng của một hệ thống áp suất cao ở phía bắc của nó. Trong vài ngày tiếp theo, đối lưu vô tổ chức hình thành trên rãnh khi nó di chuyển nhanh chóng theo hướng Tây-Tây Bắc và vào ngày 26 tháng 6, Trung tâm Bão Quốc gia (NHC) bắt đầu theo dõi sự phát triển của nhiễu động khi nó đi qua vài trăm dặm. phía nam Bermuda. Đến ngày 27 tháng 6, rãnh đónghoàn lưu ở mức thấp khi nó tiếp tục theo dõi theo hướng Tây-Tây Bắc, và ước tính rằng áp thấp nhiệt đới thứ 4 hình thành lúc 18:00 UTC ngày hôm đó, trong khi Tâm của nó nằm cách Charleston, Nam Carolina khoảng 460 dặm (740 km) về phía đông-đông nam. Khoảng 12 giờ sau, áp thấp nhiệt đới mạnh lên thành Bão nhiệt đới Danny cách Charleston khoảng 260 mi (415 km) về phía Đông Nam. Danny mạnh lên một chút sau đó vài giờ sau khi một tháp nóng lớn xuất hiện ở trung tâm, đạt cường độ cực đại ngay ngoài khơi bờ biển Nam Carolina với sức gió duy trì tối đa là 75 km/h (45 mph) và áp suất trung tâm tối thiểu 1009 hPa (29,80 inHg). Vào lúc 23:30 UTC ngày 28 tháng 6, Danny đổ bộ ngay phía bắc Hilton Head trên Đảo Pritchards, Nam Carolina với sức gió duy trì 65 km/h (40 mph) và nhanh chóng suy yếu thành áp thấp nhiệt đới khi nó di chuyển sâu hơn vào đất liền, theo quan sát bề mặt và dữ liệu radar Doppler.  Danny là cơn bão đầu tiên sẽ đổ bộ vào bang South Carolina trong tháng tháng kể từ khi cơn bão Một trong năm 1867. Danny tiếp tục di chuyển sâu hơn vào đất liền cho đến ngày 29 tháng 6, lúc 09:00 UTC, Danny cuối cùng tan biến trên phía đông Georgia sau khi hình ảnh vệ tinh tiết lộ rằng hoàn lưu mức thấp của nó không còn được xác định rõ.
- Danny đã tạo ra tổng lượng mưa lên tới 3 inch (76,2 mm) ở các vùng của Nam Carolina trong vài giờ sau khi đổ bộ, gây ra lũ quét nhỏ ở các khu vực đông dân cư.  Sét dẫn đến hư hại một số cấu trúc, trong khi một số cây cối bị đổ ở Savannah, Georgia, do điều kiện gió. Danny tạo ra lượng mưa lớn trên khắp các khu vực của Metro Atlanta khi nó di chuyển về phía tây.

### Bão Elsa
- NHC bắt đầu theo dõi một đợt sóng nhiệt đới cách Cape Verde khoảng 800 dặm (1.300 km) lúc 12:00 UTC vào ngày 29 tháng 6. Làn sóng nhanh chóng được tổ chức khi nó di chuyển về phía đông, và các khuyến cáo đã được đưa ra về Bão nhiệt đới tiềm tàng. Năm lúc 21:00 UTC vào ngày 30 tháng 6, mặc dù có lưu ý rằng dữ liệu của máy đo tán xạ cho thấy một vòng tuần hoàn kéo dài và không xác định. Nó trở thành áp thấp nhiệt đới vào lúc 03:00 UTC ngày 1 tháng 7 khi hình dạng vệ tinh của nó tiếp tục hoàn thiện dần, với các đặc điểm dải nổi bật ở phía tây trung tâm của nó. Một sự vượt qua của máy đo tán xạ tiên tiến cũng tiết lộ hệ thống đã sở hữu một hoàn lưu cấp thấp được xác định rõ hơn, mặc dù vẫn còn hơi kéo dài về phía nam và phía tây của nó. Đến 09:00 giờ UTC cùng ngày, áp thấp nhiệt đới tiếp tục mạnh lên thành bão nhiệt đới và NHC đã gán cho nó cái tên Elsa. Điều này cũng làm Elsa sớm thứ năm tên là cơn bão trong lịch sử, vượt qua kỷ lục trước đó do cơn bão nhiệt đới Edouard của năm trước, trong đó thành lập vào ngày 6. Elsa cũng đã trở thành một cơn bão nhiệt đới xa hơn về phía đông trong khu vực phát triển chính (MDR) hơn bất kỳ xoáy thuận nhiệt đới nào khác vào đầu năm dương lịch được ghi nhận, chỉ sau cơn bão Trinidad năm 1933. Elsa từ từ mạnh lên qua đêm khi nó tăng tốc về phía tây, và vào lúc 10:45 UTC vào ngày 2 tháng 7, NHC đã nâng cấp Elsa lên thành bão cấp 1. Điều này khiến Elsa trở thành cơn bão mạnh nhất về phía đông được ghi nhận ở MDR, ở phía nam 23,5°N , vào đầu năm dương lịch kể từ năm 1933. Vào khoảng thời gian đó, Elsa đang di chuyển với tốc độ 47 km/h, khiến nó trở thành xoáy thuận nhiệt đới Đại Tây Dương di chuyển nhanh nhất được ghi nhận trong quá trình mạnh lên nhanh chóng ở vùng nhiệt đới sâu hoặc Vịnh Mexico, và cũng là cơn bão đầu tiên mạnh lên nhanh chóng ở khu vực đó của Đại Tây Dương vào đầu năm dương lịch kể từ một cơn bão khác vào năm 1908. Vào lúc 15:00 giờ UTC ngày 3 tháng 7, Elsa đã suy yếu trở lại thành bão nhiệt đới, do gió cắt theo hướng đông bắc, một phần do bão chuyển động nhanh về phía trước với vận tốc gần 48 km/h (30 mph). Sau đó, chuyển động về phía trước của Elsa chậm lại đáng kể xuống còn 22 km/h (12 mph) vào ngày hôm sau, do tâm bão di chuyển về phía đông dưới khu vực có đối lưu mạnh nhất, trong khi đi qua ngay phía bắc Jamaica. Vào lúc 18:00 UTC ngày 5 tháng 7, Elsa đổ bộ vào phía tây-trung Cuba và suy yếu một chút. Vài giờ sau, vào lúc 02:00 UTC ngày 6 tháng 7, Elsa đi vào Vịnh Mexico và bắt đầu dài ra. Vào lúc 00:00 UTC ngày 7 tháng 7, Elsa đã mạnh lên thành bão cấp 1, với sức gió 120 km/h (75 mph) và áp suất trung tâm là 996 mb (29,41 inHg).  Tuy nhiên, vài giờ sau, gió cắt và không khí khô cuốn theo khiến Elsa suy yếu trở lại thành một cơn bão nhiệt đới. Elsa tiếp tục di chuyển về phía bắc và lúc 15:00 UTC (8:00 sáng EDT ), Elsa đổ bộ vào Hạt Taylor, Florida. Cơn bão suy yếu sau khi đổ bộ vào đất liền, nhưng vẫn ở cường độ bão nhiệt đới tối thiểu do một phần hoàn lưu của nó vẫn ở trên mặt nước. Sau đó, Elsa dần dần bắt đầu tăng tốc về phía đông bắc, và tăng cường trở lại do lực ép baroclinic. Elsa trở thành một sau xoáy thuận nhiệt đới lúc 18:00 UTC vào ngày 9 tháng 7 ở phía đông Massachusetts.
- Đồng hồ lốc xoáy nhiệt đới đã được phát hành cho một khu vực rộng lớn của Greater và Lower Antilles cũng như phần lớn Bờ Đông của Hoa Kỳ để đề phòng Elsa. Khi Elsa chạy qua phần còn lại của Antilles, nó đã gây ra thiệt hại lớn cho quần đảo. Tại Barbados , cơn bão đã làm đổ cây cối, làm hư hại mái nhà, gây mất điện trên diện rộng và gây ra lũ quét. Tại Hoa Kỳ, một người đã thiệt mạng do cây đổ ở Florida, và 17 người khác bị thương tại một căn cứ quân sự ở Georgia trong trận lốc xoáy EF1. Ít nhất 5 người đã bị Elsa giết, trong đó có 4 người ở Caribbe và 1 người ở Hoa Kỳ. Cơn bão đã gây ra thiệt hại ít nhất 1,2 tỷ USD.

### Bão Fred
- Vào lúc 12:00 UTC ngày 4 tháng 8, NHC bắt đầu theo dõi nhiễu động trên vùng trung tâm Đại Tây Dương nhiệt đới để phát triển tiềm năng củng cố trong một môi trường thuận lợi để phát triển, NHC bắt đầu đưa ra lời khuyên về hệ thống với tên gọi Bão nhiệt đới tiềm năng thứ sáu vào ngày 9 tháng 8. Hệ thống tiếp tục tổ chức khi nó gần đến Quần đảo Leeward; tuy nhiên, hệ thống thiếu một trung tâm được xác định rõ ràng. Vào ngày 11 tháng 8 lúc 03:00 UTC, NHC đã nâng cấp hệ thống lên trạng thái bão nhiệt đới và đặt tên cho nó là Fred sau khi dữ liệu radar, quan sát do thám và quan sát bề mặt cho thấy sức gió của bão nhiệt đới và hoàn lưu được xác định rõ hơn.  Hệ thống di chuyển trên Biển Caribe cho đến khi đổ bộ vào đảo Hispaniola vào khoảng 18:00 UTC ngày 11 tháng 8. Khi hệ thống di chuyển trên đảo, nó trở nên vô tổ chức do địa hình đồi núi của hòn đảo. Do đó, vào lúc 00:00 UTC ngày 12 tháng 8, hệ thống này đã suy yếu thành áp thấp nhiệt đới. Vào ngày 14 tháng 8, lực cắt gây ra bởi một rãnh cao nhất trên Vịnh Mexico và sự tương tác giữa đất liền với Cuba đã khiến Fred biến chất thành một sóng lộ thiên. Tuy nhiên, vào ngày 15 tháng 8 lúc 15:00 UTC, Fred tái sinh thành một cơn bão nhiệt đới vì hệ thống có tâm cấp thấp được xác định rõ. Vào lúc 18:00 UTC ngày 16 tháng 8, Fred đạt cường độ cực đại với sức gió 100 km/h (65 mph) và áp suất tối thiểu là 993 mb (29,32 inHg). Một giờ sau vào lúc 19:15  UTC, cơn bão đổ bộ vào đất liền gần Cape San Blas, Florida, với tốc độ gió tương tự và áp suất hơi tăng lên là 994 mb (29,35 inHg). Fred bắt đầu suy yếu ngay sau đó khi nó tăng tốc về phía bắc-đông bắc. Vào lúc 15:00 UTC ngày 17 tháng 8, NHC đã đưa ra lời khuyên cuối cùng về Fred khi nó bắt đầu thoái hóa. Hệ thống này sau đó đã tạo ra một số cơn lốc xoáy trên khắp vùng Đông Bắc Hoa Kỳ khi nó di chuyển lên bờ biển Đại Tây Dương.
- Một người chết vì tai nạn xe hơi do thủy phi cơ ở Bay County, Florida. Tại Bắc Carolina, lũ lụt nghiêm trọng đã dẫn đến cái chết của 5 người ở Cruso. Cơn bão đã gây ra thiệt hại ít nhất 1,3 tỷ đô la.

### Bão Grace
- NHC bắt đầu theo dõi một đợt sóng nhiệt đới ở phía nam quần đảo Cabo Verde lúc 18:00 UTC ngày 10 tháng 8. Sóng bắt đầu tập hợp lại và đến 15:00 UTC ngày 13 tháng 8, NHC coi sóng đã đủ tổ chức. được chỉ định là Bão nhiệt đới Tiềm năng Bảy và bắt đầu đưa ra lời khuyên. Vào ngày 14 tháng 8 lúc 09:00 UTC, NHC đã nâng cấp áp thấp nhiệt đới thành bão nhiệt đới, đặt tên nó là Grace. Tuy nhiên, Grace đã suy yếu thành áp thấp nhiệt đới vào khoảng 18:00 giờ UTC vào ngày 15 tháng 8.  Nó đổ bộ vào Hispaniola vào ngày 16 tháng 8, chỉ hai ngày sau trận động đất kinh hoàng ở Haiti. Đến 06:00 UTC Ngày hôm sau, nó đã tổ chức lại thành một cơn bão nhiệt đới. Cường độ của Grace tiếp tục tăng lên và vào ngày 18 tháng 8 lúc 15:00 UTC, NHC đã nâng cấp cơn bão nhiệt đới thành bão cấp 1 sau khi máy bay trinh sát phát hiện thấy gió bão bên trong hệ thống tăng cường thêm một chút xảy ra trước khi hệ thống đổ bộ gần Tulum, Quintana Roo, lúc 09:45 UTC vào ngày 19 tháng 8. Sau đó, Grace lại suy yếu thành bão nhiệt đới khi băng qua Bán đảo Yucatan. Tuy nhiên, sau khi di chuyển ra ngoài khơi bán đảo và đi vào phía tây nam Vịnh Mexico vào khoảng 00:00 UTC ngày 20 tháng 8, cơn bão bắt đầu mạnh lên trở lại, trở thành bão cấp 1 lúc 12:00 UTC cùng ngày. Vào ngày 21 tháng 8 lúc 03:00 UTC, Grace nhanh chóng mạnh lên thành bão cấp 3 chỉ mười lăm giờ sau đó, trở thành cơn bão lớn đầu tiên trong mùa. Sau khi đạt đỉnh với sức gió 205 km/h (125 mph), hệ thống đã hạ cánh gần Tecolutla, Veracruz, lúc 06:00 UTC.  Sau đó, nó nhanh chóng suy yếu trên các ngọn núi ở miền trung Mexico và tan biến ở đó. Tuy nhiên, tàn tích của Grace đã đi khắp Mexico, và góp phần vào sự phát triển của Bão nhiệt đới Marty ở Đông Thái Bình Dương.
- Grace gây ra thiệt hại $513 triệu và 14 người chết.

### Bão Henri
- Vào lúc 00:00 UTC ngày 15 tháng 8, NHC bắt đầu theo dõi một hệ thống áp suất nhỏ nhưng được xác định rõ cách Bermuda 200 dặm về phía Bắc-Đông Bắc. Vào lúc 03:00 UTC ngày 16 tháng 8, hệ thống đã mạnh lên thành áp thấp nhiệt đới khi dữ liệu vệ tinh địa tĩnh cho thấy vùng đối lưu được tổ chức đủ để được coi là xoáy thuận nhiệt đới. Mười tám giờ sau vào lúc 21:00 UTC, hệ thống được nâng cấp thành bão nhiệt đới và nhận được tên Henri.  Do gió cắt dai dẳng, trung tâm luôn nằm gần rìa phía tây của vùng đối lưu của nó. Vào ngày 18 tháng 8, Henri đã mạnh lên thành một cơn bão nhiệt đới cấp cao khi đối lưu tổ chức và quấn quanh tâm hoàn lưu cấp giữa. Tuy nhiên, trung tâm của tầng thấp vẫn nằm gần rìa của vùng đối lưu do gió cắt. Trong ba ngày tiếp theo, Henri vẫn như một cơn bão nhiệt đới mạnh khi uốn lượn về phía bắc khi nó đi qua rìa phía tây của Cao nguyên Azores. Vào lúc 15:00 UTC ngày 21 tháng 8, Henri đã mạnh lên thành bão khi lực cắt giãn ra, cho phép các trung tâm hoàn lưu cấp thấp và trung cấp căn chỉnh.  Henri đổ bộ vào ngày 22 tháng 8, gần Westerly, Rhode Island, vào khoảng 16:15 UTC như một cơn bão nhiệt đới, với sức gió duy trì tối đa là 95 km/h (60 mph). Ngay sau khi đổ bộ vào đất liền, Henri nhanh chóng suy yếu thành áp thấp nhiệt đới khi nó tạo ra một vòng lặp nhỏ. Vào cuối ngày hôm sau, Henri thoái hóa thành một xoáy thuận ngoại nhiệt đới khi nó tăng tốc theo hướng Đông-Đông Bắc.

### Bão Ida
- Cơn bão này được coi là cơn bão mạnh nhất sau  16 năm kể từ siêu bão Katrina và điều giống nhau là 2 cơn bão đều đổ bộ Louisiana vào ngày 29 tháng 8. Mặc dù cấp độ yếu hơn 1 cấp nhưng Ida lại gây ảnh hưởng khiến Mỹ phải đưa ra báo động đỏ và sơ tán khẩn cấp.
- Trước đó khi bão Grace và Henri đang hoạt động thì 1 vùng áp thấp hình thành gần Nam Mỹ vào ngày 23 tháng 8. Ngày 24 tháng 8, vùng áp thấp đã mạnh lên thành áp thấp nhiệt đới và được JTWC gắn số hiệu 10L. Ngày 25 tháng 8, 10L mạnh lên thành bão nhiệt đới Ida. Không lâu sau, cơn bão đã mạnh lên thành bão cấp 1 rồi đổ bộ vào Cuba và Panama. Rạng sáng ngày 27 tháng 8, bão đã mạnh lên thành bão cấp 2. Chỉ 2 giờ sau, cơn bão đã mạnh lên thành bão cấp 3. Cùng lúc, bang Mississippi và Louisiana đưa ra mức cảnh báo đổ bộ "cao nhất" sau 16 năm. Cơn bão chỉ tồn tại mức cấp 3 khoảng được 30 phút thì cơn bão đã suy yếu thành cấp 2. Đến sáng ngày 28 tháng 8, bão đã "bùng nổ" nâng mức độ lên bão cấp 4 (lúc này bang Mississippi và Louisiana gấp rút sơ tán người dân và rồi cơn bão này được dự báo là sẽ tiến thẳng vào 2 tiểu bang trên và gây ảnh hưởng nặng nề đến 2 tiểu bang này. Chiều ngày 28 tháng 8, cơn bão đã được cảnh báo sẽ tiến thẳng vào miền Đông - Bắc Mỹ. Rạng sáng ngày 29 tháng 8, bão tiến thẳng vào bang Louisiana với cường độ mạnh nhất: 130 kn (240 km/h; 150 mph) và  áp suất thấp nhất: 929 hPa (27,43 inHg). Sáng cùng ngày, bão đi qua bang Mississippi và cũng với cường độ đó nhưng lần này cấp gió giật mạnh rất nhiều (nếu là cường độ 1 phút thì bão này đã san bằng với bão Katrina) với sức gió: 160 kn (295 km/h; 185 mph). Rạng sáng 30/8, bão suy yếu thành bão cấp 3 và quét qua các tiểu bang lân cận Mississippi. Vài giờ sau, bão lại suy yếu thành bão cấp 2, đây là lần 3 cơn bão đạt ngưỡng mức cấp 2. Trưa cùng ngày, bão suy yếu thành cấp 1 và đột ngột ngừng di chuyển một thời gian. Chiều ngày 30 tháng 8, bão đã suy yếu thành bão nhiệt đới. Đến rạng sáng ngày 31 tháng 8, bão suy yếu thành áp thấp nhiệt đới. Ngày 1 tháng 9, Ida suy yếu thành vùng áp thấp và trôi dạt về New York.

### Bão Julian
- Vào ngày 20 tháng 8 lúc 00:00 UTC, NHC bắt đầu theo dõi một đợt sóng nhiệt đới ngoài khơi bờ biển Châu Phi. Làn sóng di chuyển theo hướng tây bắc đến sườn núi cận nhiệt đới của Đại Tây Dương, sau đó di chuyển lên phía bắc. Vùng nhiễu động sau đó di chuyển về phía đông, có hoàn lưu cấp thấp và sau đó hình thành một áp thấp nhiệt đới lúc 18:00 UTC ngày 28 tháng 8. Ngày hôm sau, áp thấp này đạt vận tốc gió của một cơn bão nhiệt đới, và được đặt tên là Julian. Cơn bão đã mạnh lên một số và tăng tốc về phía đông bắc. Cuối ngày 29 tháng 8, nó bắt đầu tương tác với một vùng áp thấp nằm sâu ở phía đông Newfoundland. Julian đã trải qua quá trình chuyển đổi ngoại nhiệt đới và trở thành hậu nhiệt đới vào lúc 12:00 UTC vào ngày 30 tháng 8.

### Bão Kate
- NHC bắt đầu theo dõi một đợt sóng nhiệt đới ở phía nam Cape Verde vào ngày 23 tháng 8. Sau khi hệ thống có được các đặc điểm của một xoáy thuận nhiệt đới, nó được chỉ định là áp thấp nhiệt đới vào ngày 28 tháng 8. Vào lúc 13:30 UTC ngày 30 tháng 8, vệ tinh dữ liệu chỉ ra rằng áp thấp nhiệt đới có tốc độ gió duy trì là 75 km/h (45 mph), và nó đã được nâng cấp thành bão nhiệt đới và được đặt tên là Kate. Lực cắt mạnh theo hướng Tây Bắc đã ức chế sự tăng cường đáng kể bằng cách dịch chuyển hoạt động đối lưu của cơn bão sang phía đông tâm của nó, mà vào sáng ngày 31 tháng 8, đã lộ ra hoàn toàn trong hình ảnh vệ tinh có thể nhìn thấy. Do đó, Kate bị hạ cấp thành áp thấp nhiệt đới lúc 15:00 UTC ngày hôm đó. Cấu trúc của hệ thống tiếp tục xấu đi vào ngày 1 tháng 9 mặc dù thỉnh thoảng bùng phát đối lưu sâu và nó bị thoái hóa thành một vùng thấp còn sót lại vào lúc 21:00 UTC.

### Bão Larry
- Vào ngày 27 tháng 8, NHC bắt đầu theo dõi một đợt sóng nhiệt đới được dự báo sẽ thoát ra khỏi bờ biển châu Phi. Các điều kiện được chứng minh là có khả năng phát triển khi làn sóng di chuyển khỏi châu Phi và vào lúc 21:00 UTC vào ngày 31 tháng 8, nó được chỉ định là một áp thấp nhiệt đới. Khi sự đối lưu tăng lên gần trung tâm của vùng áp thấp, dữ liệu vệ tinh ước tính sức gió khoảng 75 km/h (45 mph) và vào lúc 09:00 UTC ngày 1 tháng 9, nó được đặt tên là Larry .  Larry đã phát triển một đặc điểm giống như mắt khi nó di chuyển về phía tây, trải qua một thời gian tăng cường nhanh chóng trong ngày. Vào lúc 09:00 UTC ngày 2 tháng 9, cơn bão đã mạnh lên thành bão cấp 1. Ngày hôm sau, khi nằm gần giữa quần đảo Cabo Verde ở cực nam và quần đảo Leeward, cơn bão đã đạt trạng thái cấp 2. Larry sau đó mạnh lên thành bão cấp 3 sáu giờ sau đó. Trong khi duy trì trạng thái Loại 3 trong nhiều ngày, Larry đã đạt được các đặc điểm hình khuyên và hoàn thành hai chu kỳ thay thế kính mắt. Vào ngày 7 tháng 9, thị kính trở nên ít xác định hơn do sự đối lưu giảm. Đầu ngày hôm sau, Larry bị hạ cấp xuống cơn bão cấp 2. Vào ngày 9 tháng 9, nó suy yếu thành bão cấp 1, ở vị trí cách Bermuda khoảng 190 mi (305 km) về phía đông. Vào lúc 03:45 UTC ngày 11 tháng 9, Larry đổ bộ lên Newfoundland, gần South East Bight.  Cuối ngày hôm đó, nó chuyển sang trạng thái sau xoáy thuận nhiệt đới trên biển Labrador, và sau đó mang tuyết đến các vùng của Greenland.
- Thiệt hại được đánh giá trên Newfoundland ước tính khoảng 80 triệu đô la. Dòng chảy do cơn bão tạo ra đã dẫn đến hai vụ chết đuối ở Hoa Kỳ: một ở Florida và một ở Nam Carolina.

### Bão Mindy
- Vào ngày 30 tháng 8, NHC đã bắt đầu theo dõi vùng biển phía nam Caribe, nơi dự kiến sẽ hình thành một vùng áp thấp rộng lớn. Sau khi vùng thấp hình thành, nó di chuyển dọc theo bờ biển Caribe của Trung Mỹ, qua Bán đảo Yucatán và vào Vịnh Mexico. Sau khi di chuyển vào vùng Đông Bắc Vịnh, vùng nhiễu động đã được tổ chức tốt hơn và vào lúc 21:00 UTC ngày 8 tháng 9, NHC bắt đầu đưa ra lời cảnh báo về cơn bão nhiệt đới Mindy. Lúc 01:15 UTC ngày 9 tháng 9, Mindy đổ bộ vào đảo St. Vincent, Florida, cách Apalachicola, Florida khoảng 10 mi (15 km) về phía tây tây nam với sức gió duy trì tối đa là 75 km/h (45 mph). Vài giờ sau, nó suy yếu thành áp thấp nhiệt đới, và đến 15:00 UTC, đã di chuyển ngoài khơi bờ biển Georgia vào Đại Tây Dương. Mindy trở thành hậu nhiệt đới và hợp nhất với mặt trận lạnh vào đầu ngày 10 tháng 9.

### Bão Nicholas
- Vào ngày 9 tháng 9, NHC bắt đầu theo dõi phần phía bắc của một làn sóng nhiệt đới trên vùng biển phía tây Caribe để phát triển tiềm năng khi nó di chuyển qua bắc Trung Mỹ và Bán đảo Yucatán về phía Vịnh Campeche. Đến ngày hôm sau, sóng tương tác với một rãnh bề mặt trên vùng Tây Nam Vịnh Mexico, tạo ra mưa rào và dông trên diện rộng nhưng vô tổ chức trên toàn khu vực. Mưa rào và giông bão liên quan đến hệ thống này tăng lên và trở nên có tổ chức tốt hơn vào ngày 12 tháng 9, và kết quả là, các lời khuyên được đưa ra lúc 15:00 UTC về Bão nhiệt đới Nicholas.  Vào ngày 14 tháng 9 lúc 03:00 UTC, một Trạm WeatherFlow tại Vịnh Matagordabáo cáo sức gió duy trì 122 km/h (76 mph), khiến NHC nâng cấp cơn bão lên trạng thái bão.  Ngay sau đó, lúc 05:30 UTC, Nicholas đổ bộ cách Bãi biển Sargent, Texas khoảng 10 mi (15 km) về phía tây-tây nam , với sức gió duy trì tối đa là 120 km/h (75 mph). Hệ thống này nhanh chóng suy yếu trong đất liền theo cường độ bão nhiệt đới, khi nó di chuyển đến gần Vịnh Galveston. Đến 00:00 giờ UTC ngày 15 tháng 9, nó đã suy yếu thành áp thấp nhiệt đới khi hệ thống này di chuyển theo hướng Đông-Đông Bắc. Đầu ngày hôm sau, khi đang đóng quân gần Đảo Marsh, dọc theo bờ biển Louisiana, Nicholas trở thành vùng hậu nhiệt đới. Theo RMS, tổn thất được bảo hiểm do Bão Nicholas dao động từ 1,1 đến 2,2 tỷ USD (năm 2021 USD).

### Bão Peter
Vào lúc 06:00 UTC ngày 11 tháng 9, Trung tâm Bão Quốc gia bắt đầu theo dõi một đợt sóng nhiệt đới dự kiến sẽ di chuyển ngoài khơi bờ biển phía tây của Châu Phi.  àn sóng di chuyển về phía tây qua trung tâm Đại Tây Dương trong vài ngày. Đến 03:00 UTC ngày 19 tháng 9, nó đã có tổ chức hơn, với một trung tâm được xác định rõ và đối lưu sâu, đủ để được phân loại là một áp thấp nhiệt đới. Sáu giờ sau, nó được nâng cấp lên trạng thái bão nhiệt đới và được đặt tên là Peter . Khi cơn bão đến gần quần đảo Leeward ở phía bắc vào ngày 20 tháng 9, nó đang bị ảnh hưởng bởi sức cắt gió ổn định 45-55 km/h (30-35 mph) về phía tây nam từ một vùng trên thấp gần đó. Do đó, trung tâm cấp thấp của Peter đã bị dịch chuyển khoảng 160 km về phía tây sau các trận mưa rào và giông bão, và hệ thống không thể trải qua bất kỳ đợt tăng cường lớn nào. Hệ thống đã mang những trận mưa rào lớn đến các quần đảo phía bắc Leeward, Quần đảo Virgin và Puerto Rico vào ngày 21 tháng 9, khi nó di chuyển về phía đông của chúng. Do gió tiếp tục bị cắt mạnh, những trận mưa lớn nhất của nó vẫn cách xa các hòn đảo trên mặt nước. Cuối ngày hôm đó, hệ thống này suy yếu thành áp thấp nhiệt đới, và sau đó vào đầu ngày 23 tháng 9, thoái hóa thành một vùng thấp còn sót lại.  Vào ngày 25 tháng 9, NHC đã theo dõi một khu vực có mưa rào và giông bão vô tổ chức ở phía nam Bermuda có liên quan đến tàn tích của Peter để phát triển tiềm năng. Tuy nhiên, vào cuối ngày 29 tháng 9, sự phát triển thêm đã không còn được dự đoán trước.

### Bão Odette
- Vào ngày 11 tháng 9, NHC bắt đầu theo dõi một vùng áp thấp trên khu vực đông nam Bahamas. Vào lúc 21:00 UTC ngày 17 tháng 9, các cố vấn đã được đánh dấu vào Bão nhiệt đới Odette. Ngay sau đó, cơn bão bắt đầu chuyển đổi ngoài nhiệt đới. Trong quá trình này, vùng đối lưu sâu của nó liên tục bị dịch chuyển tốt về phía đông của một trung tâm kém xác định do gió tây cắt mạnh. Hoàn lưu của hệ thống kéo dài từ tây nam sang đông bắc và chứa nhiều vòng xoáy mây thấp. Odette hoàn thành quá trình chuyển đổi ngoại nhiệt đới vào cuối ngày hôm sau, trở thành một sau xoáy thuận nhiệt đới. Sau khi thoái hóa thành một hệ thống áp thấp phi nhiệt đới, tàn tích của Odette trôi dạt vào phía bắc Đại Tây Dương vào ngày 19 tháng 9, tạo ra gió giật mạnh. Sau đó, tàn tích của Odette tiếp tục di chuyển ra Đại Tây Dương, di chuyển theo hướng Đông Bắc, trước khi quay về hướng nam, tạo thành một đường cong chậm ngược chiều kim đồng hồ, trước khi quay ngược về hướng đông. Trong thời gian này, các NHC giám sát tàn dư Odette cho khả năng tái phát triển thành một cận nhiệt đới lốc xoáy hoặc cận nhiệt đới. Tuy nhiên, đến ngày 24 tháng 9, tàn tích của Odette đã xấu đi, khiến NHC ngừng quan tâm đến hệ thống. Sau đó, tàn tích của Odette quay về phía nam, dần dần suy yếu trong vài ngày tới, trước khi tan vào ngày 27 tháng 9.

### Bão Rose
Vào lúc 00:00 UTC ngày 15 tháng 9, Trung tâm Bão Quốc gia bắt đầu theo dõi một đợt sóng nhiệt đới tiến đến bờ biển Đại Tây Dương của châu Phi. Sau khi di chuyển vào vùng viễn đông nhiệt đới Đại Tây Dương, nó hình thành một trung tâm áp suất thấp, mặc dù nó vẫn vô tổ chức. Đến 03:00 giờ UTC ngày 19 tháng 9, vùng nhiễu động đã có một hoàn lưu được xác định rõ và đối lưu sâu có tổ chức đủ để nó được chỉ định là một áp thấp nhiệt đới. Cuối ngày hôm đó, các hình ảnh vệ tinh cho thấy sự đối lưu sâu đã tăng lên bên trong lốc xoáy và cấu trúc tổng thể của nó tiếp tục được cải thiện. Kết quả là, xoáy thuận được nâng cấp thành bão nhiệt đới và được đặt tên là Rose . Khi cơn bão di chuyển theo hướng tây bắc qua phía đông Đại Tây Dương nhiệt đới trong khoảng thời gian từ ngày 20 đến ngày 21 tháng 9, nó bị bao vây bởi sức cắt gió lớn, khiến tâm hoàn lưu cấp thấp bị lộ ra ngoài và tất cả các hoạt động giông bão lớn chỉ giới hạn ở phía đông của tâm. Vào sáng sớm ngày 22 tháng 9, Rose suy yếu thành áp thấp nhiệt đới,  và sau đó chuyển đổi thành sau xoáy thuận nhiệt đới vào ngày hôm sau.

### Bão Sam
- Cơn bão này còn mạnh hơn bão Ida cách đây 3 tháng.
- Vào ngày 18 tháng 9, một vùng thấp xuất hiện trên Đại Tây Dương khi bão Rose đang hoạt động. Ngày 19, vùng thấp này mạnh lên thành ATNĐ 18L. Tối cùng ngày, 18L mạnh lên thành bão Sam. Bão Sam nhanh chóng mạnh lên thành bão cấp 1 vào tối 20/9. Sam di chuyển về quần đảo Leeward và đổ bộ lên Leeward. Bão mạnh lên thành cấp 2 vào ngày 22/9. Bão đạt cấp 3 vào tối 23/9. Khi bão đạt cường độ ngang bằng Larry thì bão đạt cấp 4 vào tối 25/9. Bão đạt đỉnh với sức gió 135 kn (250 km/h; 155 mph) mạnh hơn cả bão Ida trở thành bão mạnh nhất trong 16 năm từ bão Katrina. Bão suy yếu thành cấp 3 ngày 29/9. Bão mạnh lên lại thành cấp 4 ngày 30/9. Bão nhanh chóng suy yếu thành cấp 3 ngày 1/10. Bão suy yếu ngay thành cấp 2 trong rạng sáng 2/10. Sáng 4/10, bão suy yếu thành bão cấp 2 mức yếu nhất (85 kn - 155 km/h; 95 mph). Tối 4/10, bão suy yếu thành mức cấp 1 với áp suất 967 hPa (28,56 inHg) và sau đó bị hấp thụ bởi một xoáy thuận ngoại nhiệt đới lớn hơn.Xoáy thuận ngoại nhiệt đới chuyển thành tàn dư vào ngày sau.

### Bão Teresa
- Vào ngày 23 tháng 9, NHC đã bắt đầu theo dõi một bề mặt phi nhiệt đới thấp phía đông nam Bermuda để phát triển tiềm năng nhiệt đới hoặc cận nhiệt đới. Khi hệ thống di chuyển về phía tây bắc vào ngày hôm sau và tương tác với một rãnh cấp trên, một trung tâm được xác định rõ hình thành; mức thấp cũng tạo ra gió mạnh ở phía bắc của hoàn lưu của nó. Vào lúc 21:00 UTC ngày 24 tháng 9, NHC bắt đầu đưa ra lời khuyên về Bão cận nhiệt đới Teresa. Tuy nhiên, vùng nước mát, không khí khô và gió cắt nhanh chóng khiến cơn bão suy yếu, và nó bị hạ cấp thành áp thấp nhiệt đới lúc 15:00 UTC ngày hôm sau, trong khi nằm cách Bermuda khoảng 225 km về phía bắc. Sáu giờ sau, hệ thống này trở thành hậu nhiệt đới khi nó thoái hóa thành một vùng thấp còn sót lại.

### Bão Victor
- Vào ngày 26 tháng 9, NHC bắt đầu theo dõi một đợt sóng nhiệt đới được dự báo sẽ sớm di chuyển ngoài khơi bờ biển phía tây của châu Phi. Khi nó xảy ra, một khu vực áp suất thấp hình thành và phát triển đều đặn có tổ chức hơn, với hoạt động giông bão lớn cũng tăng lên khi nó xảy ra. Do đó, hệ thống được chỉ định là Áp thấp nhiệt đới Hai mươi lúc 15:00 UTC vào ngày 29 tháng 9. Cuối ngày hôm đó, hệ thống đã mạnh lên thành bão nhiệt đới, nhận tên là Victor. Victor vẫn ổn định về sức mạnh khi nó di chuyển về phía tây. Sau đó, hệ thống trở nên có tổ chức tốt hơn khi nó di chuyển theo hướng Tây-Tây Bắc. Victor đạt cường độ cực đại với sức gió 100 km/h (65 mph) và áp suất trung tâm tối thiểu là 997 hPa (29,44 inHg) vào ngày 2 tháng 10. Tuy nhiên, sự phát triển của nó bị cản trở do gió cắt ở phía nam.  Cơn bão đã suy yếu thành áp thấp nhiệt đới vào cuối ngày hôm đó. Vào lúc 15:00 UTC vào ngày 4 tháng 10, áp thấp nhiệt đới thoái hóa thành một đáy của áp suất thấp.

### Bão Wanda
- Bão cận nhiệt đới Wanda phát triển từ một cơn xoáy thuận bom mạnh và có tàn phá lớn ảnh hưởng đến phần lớn vùng Đông Bắc Hoa Kỳ vào ngày 26 tháng 10. Cơn bão có các đặc điểm cận nhiệt đới vào sáng sớm ngày 31 tháng 10, khi nằm ở trung tâm Đại Tây Dương, và được đặt tên là Wanda. Bão đã hoàn toàn trở thành xoáy thuận nhiệt vào ngày 1 tháng 11. bão tiếp tục đi lòng vòng quanh Bermuda rồi chở thành xoáy thuận ngoài nhiệt đới. Tàn dư của Wanda kết hợp với một xoáy thuận ngoài nhiệt đới khác rồi được đặt tên tại mùa bão châu âu là Stephane.

## Tên bão
Danh sách các tên sau đây sẽ được sử dụng cho các cơn bão được đặt tên hình thành ở Bắc Đại Tây Dương vào năm 2021. Các tên bị khai tử, nếu có, sẽ được Tổ chức Khí tượng Thế giới công bố vào mùa xuân năm 2022. Các tên không được rút khỏi danh sách sẽ được sử dụng lại trong mùa bão năm 2027. Đây là cùng một danh sách được sử dụng trong mùa bão năm 2015, ngoại trừ Elsa và Julian, lần lượt thay thế Erika và Joaquin đã bị khai tử.
| Danh sách chính      | Danh sách chính        | Danh sách chính        | Danh sách chính        |
| -------------------- | ---------------------- | ---------------------- | ---------------------- |
| Ana                  | Bill                   | Claudette              | Danny                  |
| Elsa                 | Fred                   | Grace                  | Henri                  |
| Ida                  | Julian                 | Kate                   | Larry                  |
| Mindy                | Nicholas               | Odette                 | Peter                  |
| Rose                 | Sam                    | Victor                 | Wanda                  |
| Danh sách phụ trợ    |                        |                        |                        |
| Adria (chưa sử dụng) | Braylen (chưa sử dụng) | Caridad (chưa sử dụng) | Deshawn (chưa sử dụng) |
| Emery (chưa sử dụng) | Emery (chưa sử dụng)   | Foster (chưa sử dụng)  | Foster (chưa sử dụng)  |